# عبد العظيم حماد
عبد العظيم حماد (1950 في مصر) هو كاتب صحفي مصري. شغل عدة مناصب صحفية مرموقة على مدار تاريخه المهني. حصل على بكالوريوس العلوم السياسية من جامعة القاهرة. عمل كمحرر ومعلق سياسي منذ عام 1973، سواء في الإذاعة والتليفزيون أو في مجلة أكتوبر أو في جريدة الأهرام. كان مديرا لتحرير الأهرام الدولي في أوروبا، وكبيرا لمراسلي الأهرام في منطقة وسط أوروبا. له مؤلفات وأبحاث وكتابان مترجمان ودراسات دولية متنوعة. شغل منصب رئيس تحرير الشروق الجديد، ثم مدير تحرير جريدة الأهرام. ثم رئيس تحرير لجريدة الأهرام في 30 مارس 2011.
في 10 مارس 2011 أجرى صحفيو الأهرام تصويتاً لاختيار رئيس تحرير للأهرام، وقد أسفرت نتائج التصويت عن فوز عبد العظيم حماد، بـ130 صوتاً من بين 255 صوتاً، بينما حصل فاروق جويدة على 92 صوتاً ويحيى غانم على 40 صوتاً.